# James Fauntleroy
James Fauntleroy (właśc. James Edward Fauntleroy II) – amerykański wokalista, autor tekstów i producent, jeden z głównych filarów powstałej w Los Angeles grupy 1500 Or Nothin’, zrzeszającej muzyków, autorów tekstów oraz producentów muzycznych. Zdobywca Nagród Grammy w roku 2013 i 2017. 
Wykonuje muzykę r&b oraz pop. Był członkiem zespołu The Underdogs, obecnie związany m.in. z formacją Cocaine 80s, w której skład wchodzi również amerykański raper Common.
Fauntleroy współpracował z takimi artystami, jak Rihanna, Chris Brown, Big Sean, Justin Timberlake, Kanye West, Nipsey Hussle. Z kanadyjskim raperem Drakiem nagrał utwór „Girls Love Beyonce”.